# Ка Вањино (Пезаро и Урбино)
Ка Вањино је насеље у Италији у округу Пезаро и Урбино, региону Марке.
Према процени из 2011. у насељу је живело 48 становника. Насеље се налази на надморској висини од 302 м.